# Campionati italiani di triathlon del 2010
I Campionati italiani di triathlon del 2010 (XXII edizione) sono stati organizzati dalla Federazione Italiana Triathlon e si sono tenuti a Verbania in Piemonte, in data 19 settembre 2010.
Tra gli uomini ha vinto Alessandro Fabian ( Carabinieri), mentre la gara femminile è andata ad Alice Betto (Triathlon Novara).

## Risultati

### Élite uomini
| Pos. | Atleta                | Società sportiva             | Nuoto    | Bici     | Corsa    | Totale   |
| ---- | --------------------- | ---------------------------- | -------- | -------- | -------- | -------- |
|      | Alessandro Fabian     | Carabinieri                  | 00:15:50 | 01:06:21 | 00:30:27 | 01:54:11 |
|      | Andrea D'Aquino       | Carabinieri                  | 00:15:55 | 01:06:16 | 00:31:05 | 01:54:48 |
|      | Giulio Molinari       | Carabinieri                  | 00:15:47 | 01:06:22 | 00:32:40 | 01:56:22 |
| 4    | Alberto Casadei       | Fiamme Oro                   | 00:15:51 | 01:06:30 | 00:33:03 | 01:57:04 |
| 5    | Danilo Brustolon      | Fiamme Oro                   | 00:16:22 | 01:09:35 | 00:32:07 | 01:59:48 |
| 6    | Luca Facchinetti      | T.D. Rimini                  | 00:15:49 | 01:09:11 | 00:33:30 | 02:00:11 |
| 7    | Ivan Risti            | DDS                          | 00:16:00 | 01:10:45 | 00:32:12 | 02:00:24 |
| 8    | Manuele Canuto        | Fiamme Oro                   | 00:15:53 | 01:10:01 | 00:33:38 | 02:01:15 |
| 9    | Jonathan Ciavattella  | Esercito                     | 00:17:21 | 01:10:54 | 00:31:22 | 02:01:28 |
| 10   | Lucas Cocha           | Los Tigres                   | 00:16:02 | 01:09:48 | 00:34:01 | 02:01:48 |
| 11   | Manuel Biagiotti      | Surfing Shop Triathlon       | 00:15:57 | 01:10:08 | 00:34:24 | 02:02:07 |
| 12   | Marco Guerci          | Atletica Bellinzago          | 00:16:11 | 01:09:52 | 00:35:21 | 02:03:06 |
| 13   | Davide Bargellini     | Triathlon Cremona Stradivari | 00:15:58 | 01:12:23 | 00:33:39 | 02:03:39 |
| 14   | Stefano Paoli         | Läufer Club Bozen            | 00:18:25 | 01:08:54 | 00:34:22 | 02:03:48 |
| 15   | Eddy Papais           | CUS Udine                    | 00:16:12 | 01:12:07 | 00:34:49 | 02:04:56 |
| 16   | Sandro Maria Crocelli | Galaxy Roma                  | 00:16:33 | 01:11:39 | 00:36:30 | 02:06:39 |
| 17   | Matteo Bruschi        | Liger Team Keyline           | 00:15:55 | 01:12:16 | 00:37:39 | 02:07:37 |
| 18   | Livio Molinari        | Atletica Bellinzago          | 00:16:15 | 01:12:57 | 00:36:41 | 02:07:41 |
| 19   | Andrea Vizzardelli    | DDS                          | 00:16:27 | 01:16:20 | 00:34:16 | 02:08:40 |
| 20   | Luca Liccardo         | Atletica Bellinzago          | 00:21:23 | 01:16:50 | 00:35:06 | 02:15:24 |

### Élite donne
| Pos. | Atleta              | Società sportiva             | Nuoto    | Bici     | Corsa    | Totale   |
| ---- | ------------------- | ---------------------------- | -------- | -------- | -------- | -------- |
|      | Alice Betto         | Triathlon Novara             | 00:23:22 | 01:20:13 | 00:35:34 | 02:20:57 |
|      | Charlotte Bonin     | Fiamme Azzurre               | 00:23:26 | 01:20:10 | 00:35:48 | 02:21:14 |
|      | Daniela Chmet       | Fiamme Oro                   | 00:23:23 | 01:20:30 | 00:36:52 | 02:22:34 |
| 4    | Carl Elena Stampfli | DDS                          | 00:23:27 | 01:20:04 | 00:38:13 | 02:23:35 |
| 5    | Marta Gaiardelli    | Fiamme Azzurre               | 00:26:01 | 01:20:24 | 00:38:43 | 02:27:18 |
| 6    | Margie Santimaria   | Atletica Bellinzago          | 00:25:07 | 01:21:29 | 00:40:32 | 02:29:07 |
| 7    | Monica Cibin        | Triathlon Cremona Stradivari | 00:26:01 | 01:24:46 | 00:40:20 | 02:33:03 |
| 8    | Adelaide Cappellini | Fiamme Oro                   | 00:25:12 | 01:26:05 | 00:47:06 | 02:40:32 |
| 9    | Alexa Giussani      | Atletica Bellinzago          | 00:29:04 | 01:30:59 | 00:39:22 | 02:41:28 |
| 10   | Laura Mazzucco      | Alba Triathlon               | 00:40:17 | 01:22:51 | 00:41:19 | 02:45:50 |
| 11   | Ilaria Zavanone     | Torino 3                     | 00:38:48 | 01:24:45 | 00:44:31 | 02:51:25 |